# Dudley Bradley
Dudley Leroy Bradley (Baltimore, Maryland, 19 de marzo de 1957) es un exjugador de baloncesto estadounidense que jugó nueve temporadas en la NBA, terminando su carrera en la CBA. Con 1,98 metros de altura, lo hacía en la posición de escolta.  Es el hermano mayor del jugador de la NBA Charles Bradley.

## Trayectoria deportiva

### Universidad
Jugó durante 4 temporadas con los Tar Heels de la Universidad de Carolina del Norte, en las que promedió 9,2 puntos, 3,6 rebotes y 2,2 asistencias por partido. En 1979 protagonizó uno de los robos de balón más famosos de la historia de la Atlantic Coast Conference, en un partido que jugaban en la cancha de su eterno rival North Carolina State, robó el balón en medio campo al base de los Wolfpack, Clyde Austin cuando perdían por un punto, rematando la jugada con un mate a falta de 7 segundos por jugar. Llegó a ser portada esa misma temporada de la revista Sports Illustrated.
Además, fue elegido mejor jugador del torneo de la conferencia, e incluido en el mejor quinteto de la misma.

### Profesional
Fue elegido en la decimotercera posición del Draft de la NBA de 1979 por Indiana Pacers, donde en su primera temporada se convertiría en el tercer mejor ladrón de balones de la liga, promediando 2,57 por encuentro, solo por detrás de Micheal Ray Richardson y Eddie Jordan, batiendo además el Récord de la NBA de más robos para un rookie. Esa misma temporada, alcanzaría un nuevo récord, igualando a otros 10 jugadores como el que más robos consiguió en una mitad de un partido con 8, compartiendo honores con jugadores como Michael Jordan, Fat Lever o Clyde Drexler, entre otros.
En su segunda temporada, su capacidad defensiva volvió a ser evidente, promediando 8,0 puntos y 2,3 robos, el sexto mejor de la liga, obteniendo un hueco en el 2º Mejor quinteto defensivo de la NBA. antes del comienzo de la temporada 1981-82 fue traspasado a Phoenix Suns a cambio de dos futuras rondas del draft, iniciando un periplo que le iba a llevar a jugar en 7 equipos diferentes las 8 siguientes temporadas, siempre en un segundo plano. Tras los Suns, jugó en Chicago Bulls una temporada, pasando al año siguiente a los Detroit Spirits de la CBA, regresando a la máxima competición con la camiseta de Washington Bullets, donde permanecería dos temporadas. En 1987 fichó como agente libre veterano por Milwaukee Bucks, quienes lo despedirían al inicio de la siguiente campaña. Pasó entonces por New Jersey Nets y Atlanta Hawks, terminando su carrera jugando dos años más en la CBA.

## Estadísticas de su carrera en la NBA

### Temporada regular
| Año     | Equipo     | PJ  | PT | MPP  | %TC  | %3P  | %TL  | RPP | APP | ROB | TPP | PPP |
| ------- | ---------- | --- | -- | ---- | ---- | ---- | ---- | --- | --- | --- | --- | --- |
| 1979–80 | Indiana    | 82  | -  | 24.7 | .452 | .400 | .782 | 2.7 | 3.1 | 2.6 | 0.6 | 8.4 |
| 1980–81 | Indiana    | 82  | -  | 22.8 | .474 | .125 | .702 | 2.4 | 2.3 | 2.3 | 0.5 | 8.0 |
| 1981–82 | Phoenix    | 64  | 3  | 14.6 | .445 | .250 | .740 | 1.4 | 1.3 | 1.2 | 0.2 | 5.1 |
| 1982–83 | Chicago    | 58  | 11 | 11.8 | .516 | .200 | .800 | 1.8 | 1.8 | 0.8 | 0.2 | 3.5 |
| 1984–85 | Washington | 73  | 24 | 16.9 | .475 | .313 | .684 | 1.8 | 2.4 | 1.3 | 0.3 | 4.9 |
| 1985–86 | Washington | 70  | 7  | 12.0 | .349 | .250 | .571 | 1.4 | 1.5 | 1.2 | 0.0 | 2.8 |
| 1986–87 | Milwaukee  | 68  | 2  | 13.2 | .357 | .260 | .810 | 1.5 | 1.0 | 1.5 | 0.1 | 3.1 |
| 1987–88 | Milwaukee  | 2   | 0  | 2.5  | .000 | .000 | .000 | 0.5 | 0.5 | 0.0 | 0.0 | 0.0 |
| 1987–88 | New Jersey | 63  | 15 | 22.7 | .429 | .366 | .763 | 2.0 | 2.4 | 1.8 | 0.7 | 6.7 |
| 1988–89 | Atlanta    | 38  | 0  | 7.0  | .326 | .258 | .500 | 0.8 | 0.6 | 0.4 | 0.1 | 1.9 |
| Total   | Total      | 600 | 62 | 17.0 | .440 | .293 | .730 | 1.8 | 1.9 | 1.6 | 0.3 | 5.2 |

### Playoffs
| Año     | Equipo     | PJ | PT | MPP  | %TC  | %3P   | %TL   | RPP | APP | ROB | TPP | PPP |
| ------- | ---------- | -- | -- | ---- | ---- | ----- | ----- | --- | --- | --- | --- | --- |
| 1980–81 | Indiana    | 2  | -  | 9.5  | .333 | 1.000 | 1.000 | 1.0 | 1.0 | 1.0 | 0.0 | 4.5 |
| 1981–82 | Phoenix    | 7  | -  | 3.4  | .250 | .000  | 1.000 | 0.1 | 0.7 | 0.1 | 0.1 | 0.7 |
| 1984–85 | Washington | 4  | 0  | 10.3 | .556 | .200  | .750  | 1.5 | 1.5 | 0.5 | 0.0 | 3.5 |
| 1985–86 | Washington | 5  | 0  | 16.4 | .414 | .300  | .667  | 1.0 | 1.4 | 1.0 | 0.0 | 6.6 |
| 1986–87 | Milwaukee  | 12 | 0  | 3.8  | .364 | .000  | .500  | 0.0 | 0.2 | 0.3 | 0.0 | 0.8 |
| Total   | Total      | 30 | 0  | 7.1  | .394 | .227  | .722  | 0.5 | 0.7 | 0.4 | 0.0 | 2.3 |